# Fram
La Fram (Avanti, in norvegese) fu una nave utilizzata in diverse spedizioni nelle regioni artiche e antartiche dagli esploratori norvegesi Fridtjof Nansen, Otto Sverdrup, Oscar Wisting e Roald Amundsen tra gli anni 1893 e 1912. Progettata da Colin Archer, architetto navale e proprietario degli omonimi cantieri Archer a Larvik, nei pressi di Oslo, è probabilmente la più resistente nave in legno mai costruita. Venne infatti realizzata appositamente per la spedizione in Artide di Fridtjof Nansen del 1893, dove era previsto un suo ibernamento tra i ghiacci del pack artico.
La Fram è considerata la nave di legno che ha navigato più a nord e più a sud del globo. È attualmente conservata nel Museo Fram di Oslo.

## Costruzione
L'ambizione di Nansen era di esplorare l'Artide e di arrivare più a nord di chiunque altro. Per fare ciò doveva però affrontare un problema già incontrato da numerosi altri navigatori delle regioni polari: il pack può, soprattutto durante l'inverno, bloccare la nave per lunghi periodi e addirittura stritolarla. L'idea di Nansen era di realizzare un'imbarcazione capace di sopravvivere alla pressione non grazie all'utilizzo della pura forza di resistenza, ma con uno scafo progettato per permetterle di sfruttare il movimento dei ghiacci, per salire sul pack e quindi di galleggiare sul mare ghiacciato.
Nansen commissiona allora ai cantieri di Colin Archer a Larvik un'imbarcazione con queste caratteristiche. La Fram è realizzata in legno di Chlorocardium rodiei per resistere al ghiaccio, e quasi senza chiglia per affrontare i bassi fondali che Nansen credeva di incontrare. Timone ed elica vennero progettati per essere facilmente retraibili, e gli alloggi pensati per permettere all'equipaggio di sopravvivere a bordo per cinque anni.

## Spedizioni
La Fram venne utilizzata nelle seguenti spedizioni:

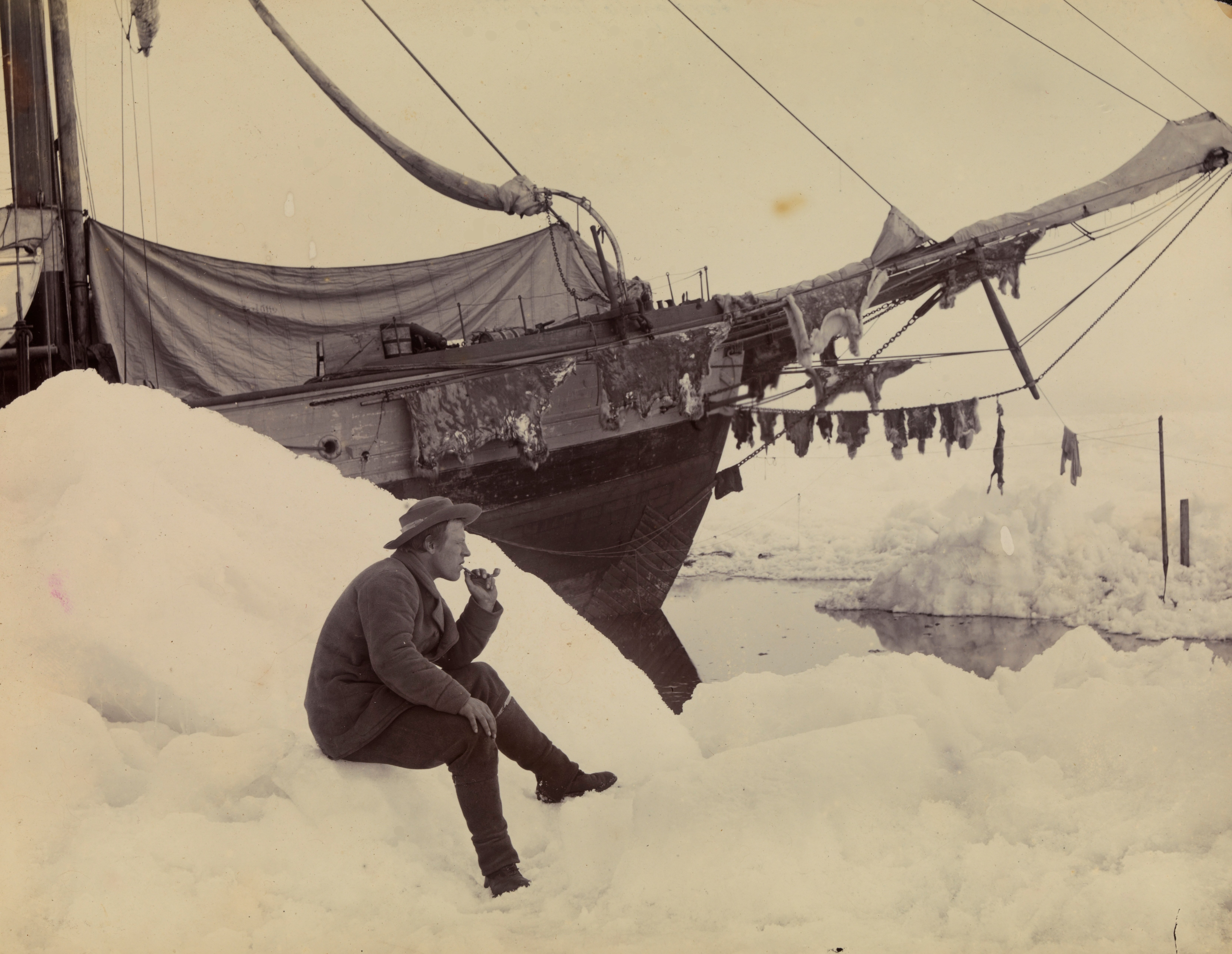
Fridtjof Nansen vicino alla Fram

| Esploratore     | Anni        | Regione                |
| --------------- | ----------- | ---------------------- |
| Fridtjof Nansen | 1893 - 1896 | Artide                 |
| Otto Sverdrup   | 1898 - 1902 | Isole artiche canadesi |
| Roald Amundsen  | 1910 - 1912 | Polo Sud               |

### Nella banchisa artica
A causa dei numerosi pezzi di legno galleggianti ritrovati alle isole Svalbard, Nansen ipotizzò che essi fossero trasportati da una corrente oceanica proveniente dalla Siberia, e che poteva utilizzare questa stessa corrente per raggiungere facilmente il Polo Nord. Una volta che la Fram fu completata Nansen partì per sperimentare la sua ipotesi.
Dopo poco comprese però che la nave non sarebbe riuscita a raggiungere il Polo Nord per la sola forza della corrente. Decise dunque, insieme a Hjalmar Johansen, di tentare di raggiungere il Polo con gli sci. Arrivati a 84° 14' nord decidono di tornare indietro per passare l'inverno nella terra di Francesco Giuseppe dove riescono a sopravvivere mangiando carne e grasso di orsi polari e trichechi. Grazie a un fortunato incontro con una spedizione britannica, Nansen e Johansen fanno ritorno in Norvegia solo pochi giorni prima dell'arrivo della Fram, che aveva trascorso quasi tre anni tra i ghiacci artici.

### Esplorazione scientifica di Sverdrup
Il 24 giugno 1898 Otto Sverdrup salpa con la Fram e un equipaggio di 17 uomini per una spedizione scientifica nelle isole artiche canadesi. La nave viene leggermente modificata per avere un maggior bordo libero.
La spedizione riesce a cartografare una vasta area della regione, e a recuperare numerosi campioni di fauna, flora e geologici.

### La spedizione Amundsen

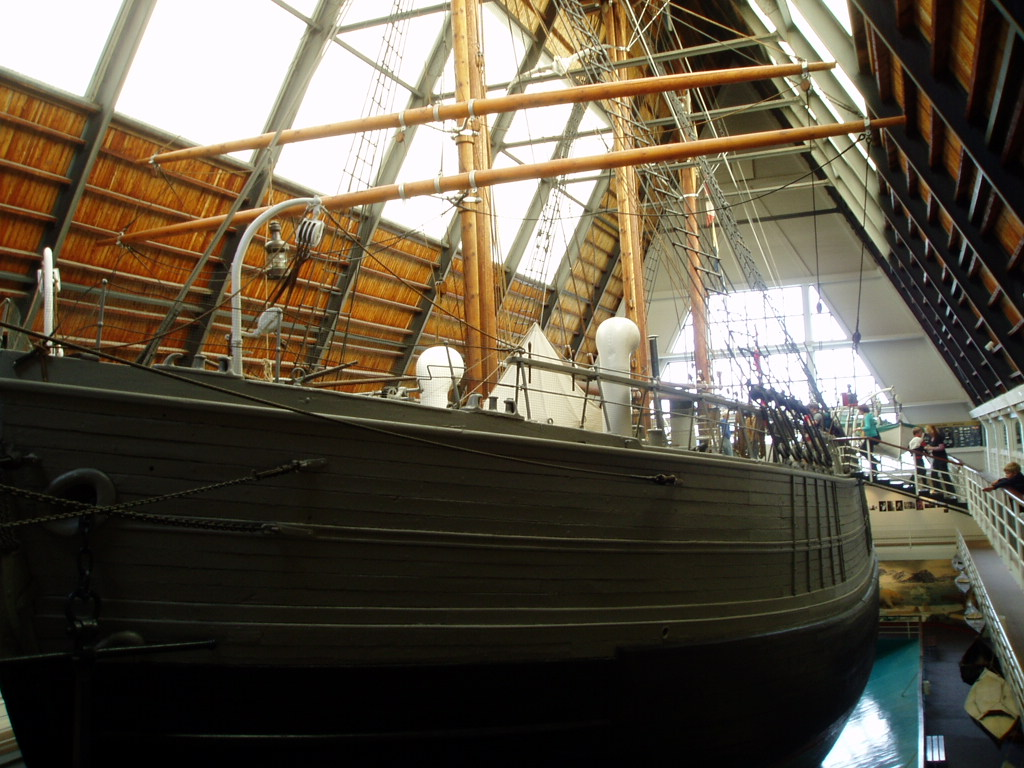
Un'immagine della Fram nel museo dedicatole

La Fram è stata utilizzata anche durante la spedizione di Roald Amundsen al Polo Sud negli anni 1910 - 1912.

## LaFramoggi
La nave è rimasta inutilizzata dal 1912 sino agli anni venti, quando Lars Christensen, Otto Sverdrup e Oscar Wisting iniziano a raccogliere fondi per una sua conservazione. Nel 1935 la nave è trasportata nel museo Fram, dove si trova tuttora.

## Luoghi dedicati
- Isola Fram, piccola isola nell'arcipelago delle Komsomol'skaja Pravda
- Framheim (casa di Fram in norvegese), la base di Amundsen a baia delle Balene durante la sua spedizione antartica.
- Fram Rupes, un canyon su Mercurio.
- Cratere Fram, un piccolo cratere su Marte, visitato dal rover Opportunity nel 2004.
- Abisso Fram, il punto più profondo dei mari antartici.
- Stretto Fram, il passaggio tra il Mare di Groenlandia e il Mare di Norvegia, tra la Groenlandia e Spitsbergen.
- Fram, ursul polar (Fram, l'orso polare in romeno), un racconto per bambini dello scrittore romeno Cezar Petrescu.
- Fram, una canzone della band inglese iLiKETRAiNS.
- FRAM CQ, una squadra di calcio della California.

## Altre navi chiamateFram
- Una nave costruita nel 1958 da Axel Enström è stata successivamente rinominata Fram[3].
- Re Harald V, sovrano di Norvegia, possiede numerose navi da regata chiamate Fram. Divenne campione del mondo di questa specialità nel 1987 sull'imbarcazione Fram X e corre attualmente con la nave Fram XVI[4].
- La società di navigazione norvegese Hurtigruten ha costruito una nave da crociera per spedizioni polari, battezzata MS Fram.